# Internat
Un internat és usualment un col·legi privat on alguns o tots els alumnes hi estudien i hi viuen durant el període escolar. De fet el terme internat es refereix a l'estat de les persones quan estan vivint a un lloc.
Moltes escoles privades són internats als països de la Commonwealth, mentre que als Estats Units, la majoria dels internats són privats. Els alumnes viuen quasi tota la seva infància i adolescència lluny dels seus pares, tot i que tenen la possibilitat de tornar a casa durant les festes o vacances i, en força casos, també els caps de setmana.

## Edat
A l'estat espanyol, abans, s'hi entrava als deu i se'n sortia als catorze, mentre que a Anglaterra s'hi sol entrar amb nou anys.

## Tipus d'internats
- Escola integral, on els estudiants d'ambdós sexes conviuen en la mateixa residència i comparteixen aules. És la forma d'internat més comuna. En aquest tipus d'internat la direcció de la residència i l'escola és comuna.
- Internats a l'escola de la qual acudeixen també alumnes externs.
- Internat que només ofereix residència. Els interns acudeixen, per tant a diferents escoles externes.

Actualment s'aprecia una tendència cada vegada major a decantar-se per l'opció de l'internat, per part dels estudiants i sobretot dels progenitors. Això es deu, en molts casos, a un descontentament quant a la qualitat del nivell d'ensenyament de les escoles públiques. Molts pares desitgen oferir als seus fills una educació més conforme amb les seves expectatives personals. A més, esperen que l'internat ofereixi determinats avantatges als seus fills, com ara:
- Foment de les facultats individuals de l'intern.
- Especial reforç de les àrees on s'observen mancances.
- Reforç extraescolar.
- Atenció als desitjos individuals de l'intern.
- Mètodes moderns d'ensenyament i educació.
- Foment de les habilitats socials a través de la convivència.

L'efecte positiu en l'evolució de l'intern deriva també de la reduïda grandària dels grups en classe. D'aquesta manera, és més fàcil per al tutor fer un seguiment personalitzat de cada alumne.

## Els internats a la ficció
La literatura i el cinema han produït nombroses obres dedicades als internats, usualment dirigides al públic juvenil o bé per denunciar abusos produïts en aquestes institucions. Algunes de les més cèlebres són:
- Les sagues de Torres de Malory i Santa Clara d'Enid Blyton
- Jane Eyre
- La saga de Harry Potter
- Dead Poets Society
- The Emperor's Club
- Les Choristes
- El internado
- Zoey 101